# Aeroportul Dangriga
Aeroportul Dangriga (IATA: DGA, ICAO: MZPB) este un aeroport din Stann Creek District⁠(d), Belize ce deservește zona Dangriga⁠(d). A fost numit după zona deservită.
Situat la o altitudine de 4 m, aeroportul dispune de o singură pistă.